# Fratelli d'Italia
Pour le parti politique du même nom, voir Frères d'Italie.
Il Canto degli Italiani  (« Le Chant des Italiens ») est l'hymne national de l'Italie. Connu en Italie sous le nom d'Inno di Mameli (« Hymne de Mameli »), il est nommé ailleurs par son incipit Fratelli d'Italia (« Frères d'Italie »). 
Composé en 1847, au cours de la période du Risorgimento et un an avant le printemps des peuples d'Europe, ce chant d'inspiration républicaine et jacobine[réf. nécessaire] n'est pas retenu comme hymne lors de la création du royaume d'Italie en 1861. Après la Seconde Guerre mondiale, la République italienne en fait l'hymne national, mais seulement à titre provisoire, jusqu'à la loi 181 du 4 décembre 2017 qui lui donne un statut officiel.

## Historique

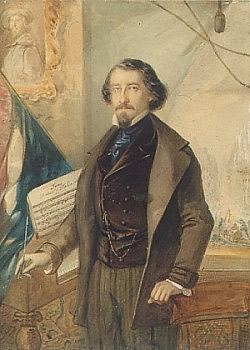
Michele Novaro, compositeur de la musique de l'hymne.

Ce chant patriotique naît à Gênes à l'automne 1847. Son auteur, Goffredo Mameli, est un jeune étudiant patriote de 20 ans, qui va être tué en 1849 en combattant les troupes françaises. Le texte est mis en musique peu après à Turin par un autre Génois, Michele Novaro. 
Le Chant des Italiens émane du climat de ferveur patriotique qui précède la première guerre d'indépendance italienne contre l’empire d'Autriche  qui tient alors le royaume de Lombardie-Vénétie. Le caractère immédiat des vers et la vigueur de la mélodie en font le chant préféré de l’unification italienne, non seulement pendant la période du Risorgimento mais aussi dans les décennies suivantes. 
Ce n’est pas un hasard si Giuseppe Verdi, dans son Inno delle Nazioni de 1862, attribue au Canto degl’Italiani, et non à la Marcia Reale (Marche royale, hymne officiel du royaume d'Italie), un rôle symbolique primordial, en le plaçant aux côtés du God Save the Queen et de La Marseillaise. 
Après la seconde guerre mondiale, le 12 octobre 1946, c'est donc l’Hymne de Mameli qui devient de fait l’hymne de la République italienne, succédant à La leggenda del Piave, choisi après l'armistice de 1943.
Le 17 novembre 2005, le Sénat approuve en commission des Affaires constitutionnelles un décret-loi qui doit être présenté en séance plénière, ce qui n'a pas lieu immédiatement. 
Ce n'est que le 15 novembre 2017, au bout de 71 ans, que le Sénat approuve définitivement Il Canto degli Italiani comme hymne national officiel de la République italienne.

## Paroles
| Paroles en italien, | Traduction en français |
| --- | --- |
| 𝄆 Fratelli d'Italia, l'Italia s'è desta, dell'elmo di Scipio s'è cinta la testa. Dov'è la Vittoria? Le porga la chioma, ché schiava di Roma Iddio la creò. 𝄇 Coro: 𝄆 Stringiamoci a coorte, siam pronti alla morte. Siam pronti alla morte, l'Italia chiamò! 𝄇 Sì! 𝄆 Noi fummo da secoli calpesti, derisi, perché non siam popolo, perché siam divisi. Raccolgaci un'unica bandiera, una speme: di fonderci insieme già l'ora suonò. 𝄇 Coro 𝄆 Uniamoci, amiamoci, l'unione e l'amore rivelano ai popoli le vie del Signore. Giuriamo far libero il suolo natio: uniti, per Dio, chi vincer ci può? 𝄇 Coro 𝄆 Dall'Alpi a Sicilia dovunque è Legnano, ogn'uom di Ferruccio ha il core, ha la mano, i bimbi d'Italia si chiaman Balilla, il suon d'ogni squilla i Vespri suonò. 𝄇 Coro 𝄆 Son giunchi che piegano le spade vendute: già l'Aquila d'Austria le penne ha perdute. Il sangue d'Italia, il sangue Polacco, bevé, col cosacco, ma il cor le bruciò. 𝄇 Coro | 𝄆 Frères d’Italie L’Italie s’est éveillée, Du heaume de Scipion Elle s’est ceint la tête. Où est la Victoire ? Qu’elle lui tende sa chevelure, Car esclave de Rome Dieu la créa. 𝄇 Refrain : 𝄆 Serrons-nous en cohortes Nous sommes prêts à la mort L’Italie appela ! 𝄇 Oui ! 𝄆 Nous avons été depuis des siècles Piétinés, moqués, Parce que nous ne sommes pas un Peuple, Parce que nous sommes divisés. Que nous rassemble un Unique Drapeau, un Espoir : De nous fondre ensemble L'heure a déjà sonné 𝄇 Refrain 𝄆 Unissons-nous, aimons-nous L'union, et l'amour Révèlent aux Peuples Les voies du Seigneur ; Jurons de Libérer Le sol natal : Unis par Dieu Qui peut nous vaincre ? 𝄇 Refrain 𝄆 Des Alpes à la Sicile Partout est Legnano Chaque homme de Ferruccio A le cœur, a la main Les enfants d'Italie S'appellent Balilla, Le son de chaque cloche A sonné les Vêpres. 𝄇 Refrain 𝄆 Sont des joncs qui ploient Les épées vendues L’Aigle d'Autriche A déjà perdu ses plumes Il a bu le sang d’Italie, Le sang Polonais, avec le cosaque, Mais cela lui a brûlé le cœur. 𝄇 Refrain |